# Carl Fridolf Engelbert Sandgren
Carl Fridolf Engelbert Sandgren, född 1854 i Umeå, död 22 februari 1936 i Stockholm, var en svensk byggnadsingenjör  och arkitekt, i huvudsak verksam i Umeå och Stockholm. 

## Biografi
C. Fr. Sandgren (som han signerade sina ritningar) var son till kakelugnsmakaren Carl Petter Sandgren, som med sin hustru Maria Theresia Ekenberg flyttat till Umeå på 1850-talet. Båda makarna hade tidigare arbetat vid Rörstrands porslinsfabrik innan de köpte kakelugnsfabriken i Umeå. Efter utbildning vid Umeå högre allmänna läroverk läste Sandberg på moderns inrådan vidare i Stockholm, först vid Slöjdskolan och därefter vid "Bysan", Byggnadsyrkesskolan vid Tekniska skolan  (nuvarande Konstfack.  
Sandgren återvände på 1880-talet till Umeå, där han till en början arbetade som ritlärare vid Umeå fabriks- och hantverksförenings Tekniska Söndags- och Aftonskola, där han bland annat hade Otto Wretling – senare konstnär och möbelfabrikör – som elev. Vid sidan av lärarverksamheten utförde Sandgren ett stort antal ritningar i den stil som blivit på 1880-talet blivit modern med förebild i renässansens och barockens stenarkitektur, där trähus smyckades med kolonner och pilastrar försedda med bas och kapitäl i tunn relief mot panelen – formelement översatta från sten till trä. Populärt var också stiliserade blad- och blomstermotiv, vad som kommit att kallas "snickarglädje". Sandberg kom snart att få en stark ställning som trähusarkitekt i Umeå.
Under den första etappen av återuppbyggnadsarbetet efter stadsbranden i Umeå 1888 fick Sandgren många av de viktigaste ritningsuppdragen, såväl för privata som offentliga byggnader. Mellan 1888 och 1896, då han flyttade till Stockholm, utförde han ritningar till ett 40-tal byggnader både inom och utanför brandområdet.
Till Sandbergs viktigare arbete för privata uppdragsgivare i Umeå hör Moritzska gården (uppfört 1891 som kontor och bostad för disponenten vid Sandviks ångsåg, Carl Gustav Moritz), handelsman Reinius gård (kvarteret Heimdal, Storgatan 44), Societetshuset (kvarteret Ymer, Västra Esplanaden 6) och Hotell Forsberg (Renmarkstorget).
I Stockholm kom Sandgren bland annat att arbeta vid Nordiska Museet med uppbyggnaden inför Stockholmsutställningen 1897, vid Överintendentsämbetet och som skolarkitekt; Samrealskolan i Saltsjöbaden är hans verk.
Sandgren är begravd på Sandsborgskyrkogården i Stockholm.

## Galleri

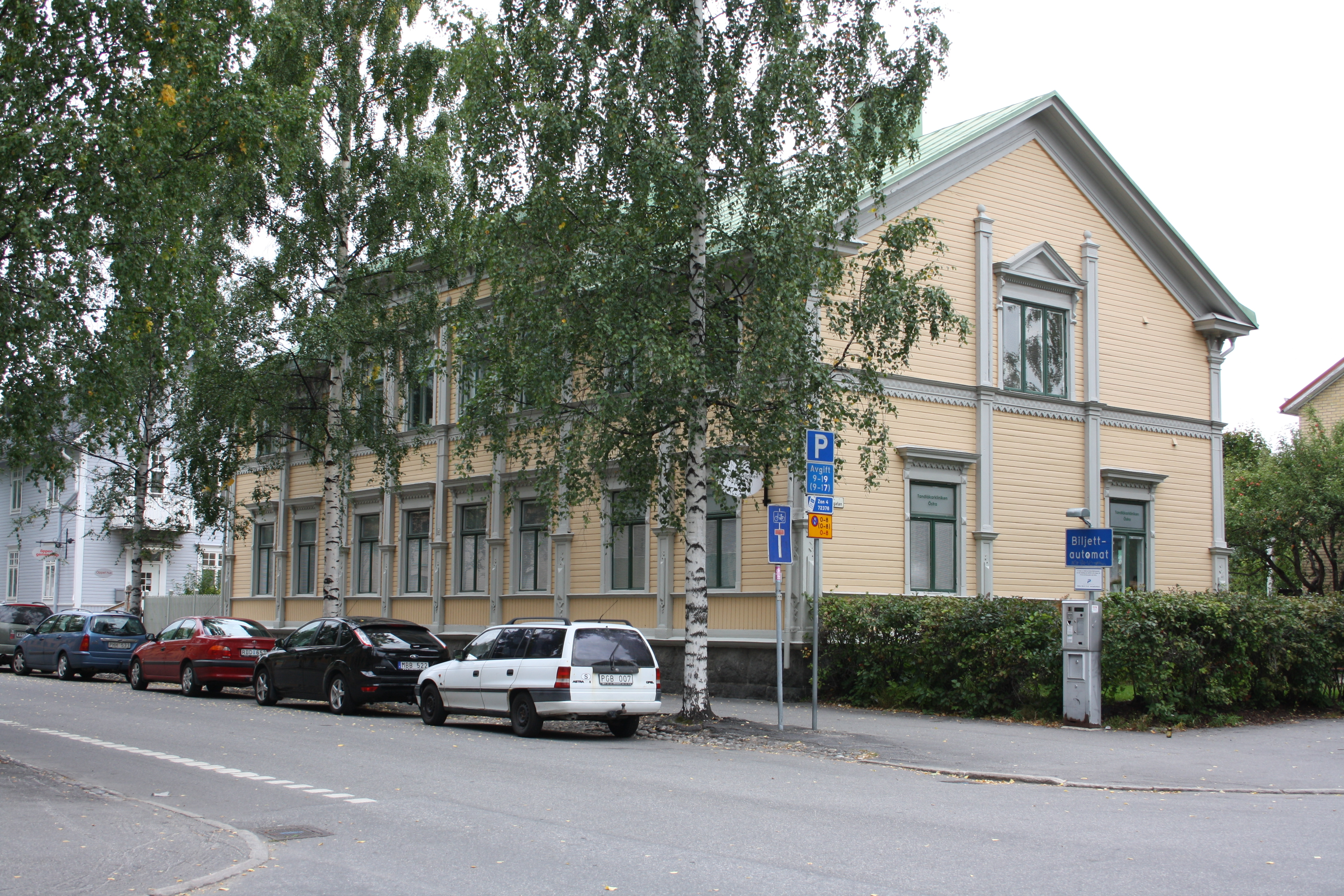
Lektor Waldenströms hus.
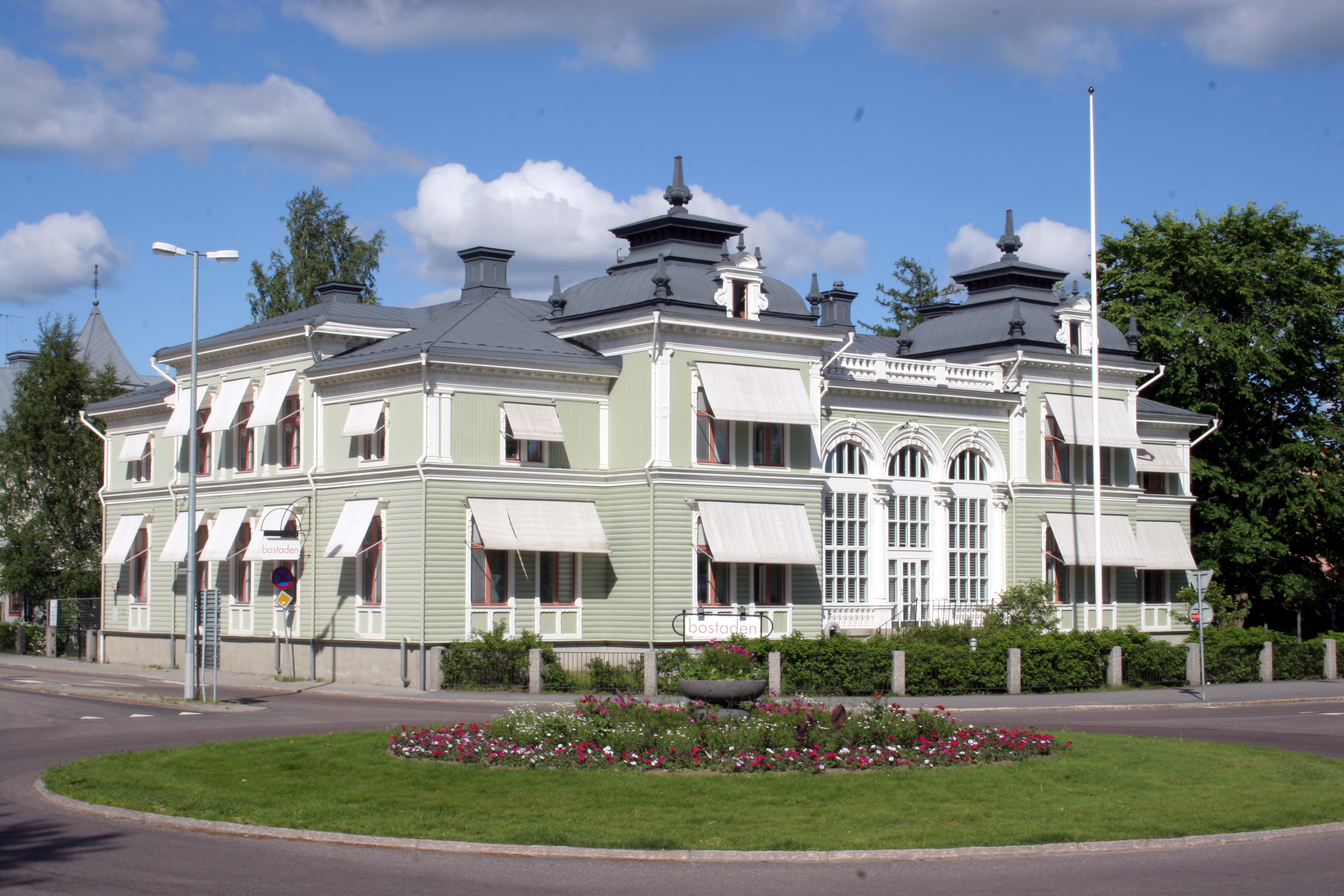
Moritzska gården.
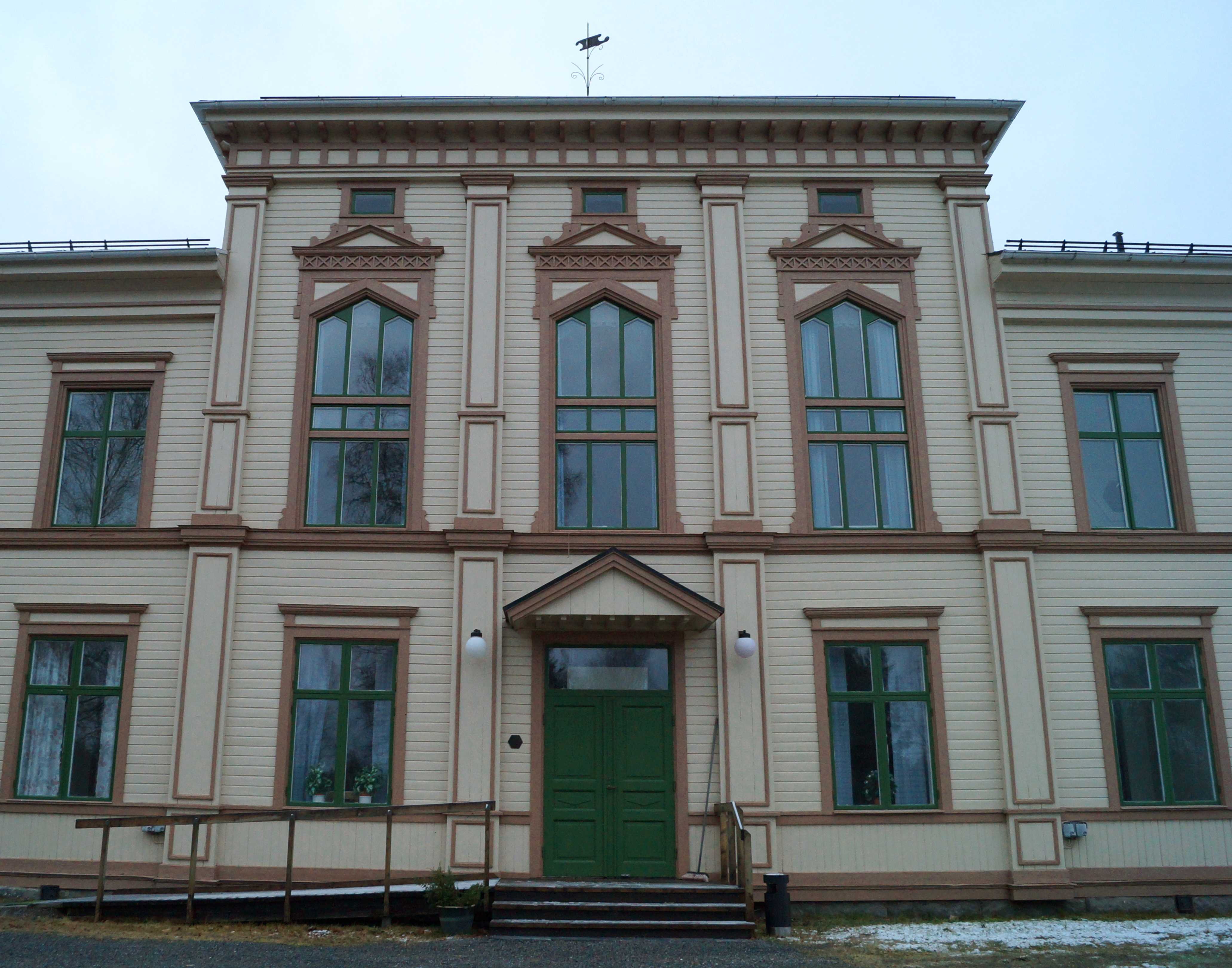
Tingshuset i Ånäset.